# Aaron Cragin
Aaron Harrison Cragin (3 de fevereiro de 1821 - 10 de maio de 1898) foi um político americano e um Representante e Senador dos Estados Unidos pelo estado de Nova Hampshire.